# Randolph (pueblo)
Randolph es un pueblo ubicado en el condado de Cattaraugus en el estado estadounidense de Nueva York. En el año 2000 tenía una población de 2.681 habitantes y una densidad poblacional de 28.6 personas por km².

## Demografía
Según la Oficina del Censo en 2000 los ingresos medios por hogar en la localidad eran de $34,485, y los ingresos medios por familia eran $39,570. Los hombres tenían unos ingresos medios de $30,888 frente a los $20,586 para las mujeres. La renta per cápita para la localidad era de $15,860. Alrededor del 6.6% de la población estaban por debajo del umbral de pobreza.